# Ausztria oktatási rendszere
Ausztria oktatási rendszerét a következők jellemzik:
Ausztriában 1975 óta minden iskola koedukált, az állami iskolák ingyenesek. Iskolaköteles minden 6 és 15 év közötti gyermek.

## Iskola előtti nevelés
A 3-6 év közötti gyermekek nagy többsége óvodába jár. Az óvodai ellátás térítés ellenében történik. Bizonyított anyagi nehézségek esetében a térítési díjat elengedhetik, illetve csökkenthetik. Az óvodai helyekre 1-2 évvel a gyermek elhelyezése előtt kell jelentkezni.

## Általános iskola és középiskolai alsó tagozat
Ausztriában a kötelező oktatás általános és szakképzési részre osztható. A kötelező oktatás azon év szeptember 1-jén kezdődik, amelyben a gyermek betöltötte hatodik életévét. A kötelező oktatás három részből áll:
- Általános képzés (1-4 osztályig, általános iskola alsó tagozat)
- Alsó szintű középfokú oktatás (5-8 osztályig, általános iskola felső tagozat, illetve középiskolai alsó tagozat)
- Kilencedik osztály (technikumban, illetve a középiskola felső tagozatának első osztálya)
- Középiskolák

## A Hauptschule
Általános oktatás három, választható fakultációból áll: német, matematika, idegen nyelv (általában angol).

## Az általános középiskola
Az általános középiskola (németül: Allgemeinbildende höhere Schule; rövidítve: AhS) egy négyéves alsó- és egy négyéves felső tagozatra oszlik, amely végén érettségi vizsgát (Matura) tesznek. A belépés feltétele az általános iskola negyedik évének sikeres befejezése kiváló eredménnyel. Amennyiben a gyermek általános iskolai eredményei nem kiválóak, felvételi vizsgát kell tennie.
Az AhS alsó tagozatának három fajtája létezik: a gimnázium, amelyben az idegen nyelvek kapják a főszerepet, a reálgimnázium, ahol a természettudományokra és a matematikára fektetik a hangsúlyt és a közgazdasági reálgimnázium, ahol a közgazdaságtan és a társadalomtudományok állnak a középpontban. A középiskolák első két évében a tanterv egyforma, a fakultációk és orientációk a felső tagozatban választhatók ki.

## Felsőfokú oktatás
Ausztriában négyféle felsőfokú intézményt különböztetnek meg: egyetemet, vallási főiskolát, művészeti főiskolát és szakfőiskolát. Az országban összesen 12 egyetem és 6 művészeti főiskola működik. A legnagyobb állami egyetem a Bécsi Egyetem, amely a német nyelvű országok legrégebben alapított felsőoktatási intézménye (1365). A Grazi Egyetem 1585-ben, az Innsbrucki Egyetem 1669-ben nyitotta meg kapuit.
2006-ban a felnőtt osztrák lakosság mintegy 14%-ának volt felsőfokú végzettsége. Az egyetemisták/főiskolások száma egyre nő: a 2005/2006-os tanévben cirka 34 ezren jelentkeztek a felsőoktatásba. A hallgatók 54%-a nő.

## Felnőttoktatás
Az általános és szakmai továbbképzést a törvény nem szabályozza, de általában a társadalmi partnerek érdekképviseleti szervei és ezek intézetei kínálják fel, s ezt a magánjellegű oktató intézmények ajánlatai egészítik ki.
A felnőttoktatásban továbbá arra is lehetőség van, hogy a képzést „colleg”-ekben, és dolgozók iskoláiban, mester– vagy üzemi mesteriskolákban, szakakadémiákon valamint egyetemeken egészítsék ki vagy pótolják be. Az „ember egész életében tanul” felfogás szellemében a felnőttoktatás keretein belül az önképzés központi és a tovább- illetve szakképzési ajánlatait egyre inkább innovatív technológiákkal, például az elektronikus tanulással közvetítik.